# Pierre Billard (écrivain)
Pour les articles homonymes, voir Pierre Billard et Billard (homonymie).
Pierre Billard, (3 mars 1653, Ernée - mai 1726, Charenton), est un écrivain français.

## Origine
L'année de sa naissance, il perd son père, conseiller du roi, et président du grenier à sel d'Ernée tué le 13 juillet 1653 en défendant son oncle, bailli d'Ernée attaque par deux particuliers. En 1659, sa mère Marguerite de Troisvarlet, épouse en second mariage Mathurin Le Jariel, directeur des fermes à Nevers, puis fermier général, qu'il suit dans cette ville. Il passe sous la tutelle peu sympathique et intéressée de son beau-père.
En 1665, il a un vif penchant pour les armes, et vers 1666-1667, il est mis avec son frère au séminaire de Saint-Charles à Paris, dirigés par les missionnaires de Saint-Lazare. Le gout qu'il prend à l'étude lui fait disparaitre son penchant pour la guerre. Il terminera à 18 ans ses humanités et sa rhétorique. Le 24 février 1671, il entre à la congrégation de l'Oratoire à Paris, y reste jusqu'en 1676. En 1677, par inconstance et sans même avoir une autre carrière en perspective, il quitte sa congrégation, et ne voulant à aucun prix retourner sous le toit d'un beau-père qu'il déteste, revient à Mayenne chez les parents de sa mère. Il consacre alors 2 ans à l'étude de la religion.

## Voyages
Il va ensuite à Paris où il prend les ordres sacrés et se livre à la prédication. 
Quoique sorti de l'Oratoire, il est encore protégé par le père de Sainte-Marthe, supérieur général, qui, connaissant son humeur aventureuse, le recommande à François Picquet, évêque de Césaropolis (de).
Il part comme missionnaire en Perse et en Syrie. Il quitte la France en 1687, s'embarque à Marseille, se rend à Tripoli, Alep, en Mésopotamie et à Babylone. Partisan du jansénisme, son chef est plutôt favorable aux Jésuites. Ils discutent sur les rives de l'Euphrate comme sur les bords de la Seine, et il y eut scission. Billard se sépare de la mission et, avec deux carmes, est arrêté et rançonné par l'Aga de Jasiré, puis arrive enfin à Babylone où il loge, payant pension pendant huit mois chez les Capucins.
S'y voyant inutile, il profite du passage d'une caravane nombreuse et bien armée et rejoignit Alep en passant par Ninive, puis fait la visite des Lieux Saints : Tripoli, Saint-Jean-d'Acre, Nazareth, Jérusalem, Bethléem. Le retour en France se fait sans encombre après une escale à Chypre et à l'île de Lampedouze.

## La lutte contre les Jésuites
Après deux jours passés à Paris chez sa mère et son beau-père toujours aussi peu généreux, il se réfugia chez les oratoriens de Grenoble, fit dans le diocèse l'intérim d'une cure de 200 âmes, puis revint à Paris, où sa mère était morte, et conclut avec M. Le Jariel un règlement de comptes où ses intérêts furent encore lésés.
Il préféra s'habituer à Saint-Etienne-du-Mont, prêchant et répandant les doctrines de l' Augustinus dans les communautés de la capitale ; il osa même contrecarrer les vues de Madame de Maintenon qui désirait réunir la maison de la Roquette à celle de Saint-Cyr, et n'évita la prison qu'en disparaissant. Ce malheur devait l'atteindre un peu plus tard.
Billard avait condensé dans un ouvrage en trois volumes toute sa haine contre les Jésuites ; il alla porter secrètement son manuscrit à Tours pour le livrer à l'impression, avec ce titre apocalyptique :
- La Beste à sept têtes ou Beste jésuitique, conférences entre Théophile et Dorothée. Cologne (Tours) 1693, Lyon 1701[11].

Il attaque violemment les Jésuites qui n'ont eu pour but que d'établir leur grâce suffisante pour la substituer à la morale de l'Évangile. Il est arrêté et conduit dans les prisons de la Conciergerie de Tours dans la nuit du 13 au 14 février 1694 (200 volumes et les manuscrits des 2 autres tomes sont saisis). Il est transféré, et enfermé le 11 mars 1694 à la Bastille à Paris. Le 16 octobre 1696, il est conduit chez les missionnaires de Saint-Lazare.
En mars 1698, le roi lui donne la permission d'aller dans l'Abbaye de Saint-Victor de Marseille où il a la liberté qu'il peut désirer. 
À la fin de 1699, il obtient grâce à l'intervention du père jésuite François d'Aix de La Chaise, plus connu sous le nom de Père Lachaise, de pouvoir se retirer où il veut. Il s'occupa alors d'œuvres pies et non de polémiques. Il va demeurer à Chaillot, près de Paris, où il vit dans une grande retraite. 
Om écrivit des traités, qui ne s'écartaient plus de l'orthodoxie et qui d'ailleurs sont restés manuscrits :
- Perpétuité de la religion chrétienne ;
- Traité sur les huit béatitudes ;
- les Conseils de la piété ;
- Traité des grandeurs de l'Église, spiritualité de l'âme, ... ;
- Traité de l'Incarnation, etc
- Le Chrétien philosophe, qui prouve combien sont certains et conformes aux lumières communes du bon sens, les premiers principes sur lesquels sont fondées les vérités de la religion et de la morale de l'Évangile que le Saint-Esprit a écrites par sa grâce dans le cœur du véritable chrétien. Lyon, 1701[16].

Il meurt à Charenton en mai 1726 et fut inhumé dans le chœur de l'église Saint-Maurice (Val-de-Marne).